# 長沢村 (新潟県南蒲原郡)
長沢村（ながさわむら）は、かつて新潟県南蒲原郡にあった村。

## 沿革
- 1901年（明治34年）11月1日 - 南蒲原郡笹岡村、長堀村、大浦村及び高島村が合併して、南蒲原郡長沢村が発足する。
- 1955年（昭和30年）3月31日 - 南蒲原郡長沢村、森町村及び鹿峠村が合併して、南蒲原郡下田村が発足する。

## 交通

### 鉄道路線
- 日本国有鉄道
  - 弥彦線
    - 大浦駅 - 越後長沢駅